# Сара (полуостров)
Сара (азерб. Sara yarımadası) — полуостров на западном берегу Каспийского моря, в Ленкоранском районе Азербайджане.
Северная часть полуострова входит в Кызылагаджский заповедник.
На полуострове находятся населённые пункты Нариманабад и Балыхчылар.

## География
Полуостров отделяет залив Малый Кызылагадж от залива Кызылагадж и открытого моря.
С 1929 года, в связи с понижение уровня Каспийского моря, северо-восточная часть острова Сара и некоторые другие острова и банки объединились друг с другом, и с материком, в результате чего остров Сара превратился в полуостров.

## История
Г. 3. Ширвани, путешествуя по Азербайджану в 1796 г., писал:

Сары — остров в Каспийском море на расстоянии пяти миль от Сальянского порта. Остров небольшой и является приютом кораблей, приехавших из России. Он благоустроен приблизительно сорок лет тому назад.
Эта цифра падает примерно на 1745—1746 гг., ибо путешественник ведет счет от своего пребывания в Ленкорани (1796 г.). До и после Ширвани многие литературные источники остров называли Сара. Это неправильно. Ширвани его именует Сары, то есть «жёлтый», по-видимому, из-за широкого распространения на острове глин жёлтой окраски.
В 1842 году с острова Сара на остров Ашур-Ада, расположенный при входе в Астрабадский залив, была переведена морская станция (Астрабадская станция).
В 1955 году между полуостровом Сара и городои Порт-Ильич (ныне Лиман) была создана насыпная дамба.